# George Ducker
George Ducker (Ontario, 27 settembre 1871 – Galt, 26 settembre 1952) è stato un calciatore canadese, di ruolo difensore.
Nel 1904 fece parte della squadra del Galt che conquistò la medaglia d'oro nel torneo di calcio dei Giochi della III Olimpiade.